# Club Ourense Baloncesto
El Club Ourense Baloncesto, también conocido como COB y, actualmente por motivos de patrocinio como AIRCARGOBOOKING Ourense, es un club de baloncesto español con sede en Orense, Galicia,  fundado en el año 1978. Disputa sus partidos en el pabellón Pazo dos Deportes Paco Paz. En la temporada 2024/2025, su equipo senior compite en la Primera FEB, segunda categoría del baloncesto nacional tras la ACB.

## Historia

### Primeros años
El club fue fundado en el año 1978 como Club Bosco-Salesianos. Disputó varias temporadas en categorías autonómicas consiguiendo sucesivos ascensos hasta alcanzar la categoría de Segunda División en la temporada 1983-1984. En la temporada siguiente el club pasa a denominarse por razones de patrocinio como Caixa Ourense, ascendiendo con tal denominación a la categoría de Primera División B en la temporada 1984-1985. Consigue mantenerse en esa categoría y en el año 1987 la denominación del club pasa a ser la actual, Club Ourense Baloncesto. 
En la temporada 1988-1989 el club cambia el pabellón, pasando de jugar en el pabellón de Os Remedios a disputar sus partidos en el por aquel entonces recién construido Pazo dos Deportes Paco Paz. En esa misma temporada consiguió el ascenso a la Liga ACB en una eliminatoria frente al Club Deportivo Cajamadrid.

### Los años en la liga ACB
Tras el ascenso a la ACB, el club encadenó  nueve temporadas seguidas en dicha categoría en la que disputó un total de diez temporadas y un total de 383 partidos, siendo la última de ellas la 2000-2001, cuando descendió a la LEB por última vez. Durante esos años llegó a disputar los play-off por el título así como la Copa del Rey. 
En esa época, en la que  también fue conocido por la histórica denominación de Coren Ourense, formaron parte del equipo jugadores como Chandler Thompson, ganador en cuatro ocasiones del concurso de mates de la ACB, dos de ellas siendo jugador del Club Ourense Baloncesto en las temporadas 1992-1993 y 1994-1995; o jugadores que hicieron carrera en la NBA como Andre Turner y Darrell Armstrong.

### Hasta la actualidad
En la temporada 2002-2003 disputo competición europea, al participar en la FIBA Champions Cup. Tras sucesivos intentos fallidos de ascender a ACB, los problemas económicos fueron lastrando al club, lo que llevó al equipo a perder la categoría, descendiendo a la liga LEB 2 en la temporada 2004-2005.
El club permaneció un total de cuatro temporadas en LEB Plata sin conseguir recuperar la categoría, hasta que en verano de 2009 el club presidido en ese momento por Carlos Bermello, anunció la adquisición de una plaza para competir en LEB Oro, donde mantuvo la categoría en la campaña 2009-2010, volviendo a descender en la temporada 2010-2011.
En la temporada 2011-2012 el equipo dirigido entonces por Rafa Sanz y conocido  como Aguas de Sousas Ourense consiguió el ascenso a LEB Oro tras superar en una eliminatoria al Club Bàsquet Prat.
Tras recuperar la categoría, en la temporada 2013-2014 el club nombra a Gonzalo García de Vitoria como entrenador del primer equipo, consiguiendo el 2 de junio de 2015 el ascenso a la Liga ACB en una eliminatoria ante el Club Baloncesto Breogán, si bien por problemas de índole económica y burocrática el ascenso no llegó a consumarse, volviendo a competir la temporada siguiente en la Liga LEB Oro. Formaron parte del equipo que logró el ascenso deportivo jugadores como Guillermo Rejón, Pedro Rivero, Salva Arco o Marcos Suka-Umu.
Tras un total de nueve temporadas seguidas en LEB Oro por no haberse consumado el ascenso logrado deportivamente a la ACB, las ocho últimas siendo entrenador Gonzalo García de Vitoria, y tras haber disputado la Final Four por el ascenso a la liga ACB en la temporada 2018-2019 en la que fue derrotado en semifinales por el CB Bahía San Agustín, volvió a producirse el descenso de categoría a LEB Plata en la temporada 2020-2021, si bien al igual que en el anterior descenso el equipo recuperó la categoría perdida en una sola temporada al alcanzar el ascenso en una eliminatoria ante el Basket Navarra Club.
Desde la temporada 2022-2023, el COB ha competido en la categoría LEB Oro, que en la temporada 2024-2025 ha pasado a denominarse como Primera FEB.

## Denominaciones
| - Caixa Ourense (1986-1991) - Coren Ourense (1991-1995) - Xacobeo 99 Ourense (1995-1998) - Club Ourense Baloncesto (1998-2007) - Ourense Grupo Juanes (2007-2009) - Aguas de Sousas Ourense (2009-2012) - Club Ourense Baloncesto (2012-2013) - Ourense Termal (2013-2014) - Club Ourense Baloncesto (2014-2015) |  | - Ourense Provincia Termal (2015-2017) - Río Ourense Termal (2017-2019) - Club Ourense Baloncesto (2019-2020) - Ibereólica Renovables Ourense (2020-2021) - Hereda Club Ourense Baloncesto (2021-2022) - Club Ourense Baloncesto (2022-2024) - Aircargobooking Ourense (2024-2025) |

## Trayectoria
| Temporada | Nivel | División       | Pos. | Postemporada                     | TR    | PO        | Copa          | Copa | Comp. Europeas       | Comp. Europeas |
| --------- | ----- | -------------- | ---- | -------------------------------- | ----- | --------- | ------------- | ---- | -------------------- | -------------- |
| 1983-84   | 4     | 3.ª División   | 1.º  | Ascenso                          | –     | –         | –             | –    | –                    | –              |
| 1984-85   | 3     | 2.ª División   | 4.º  | –                                | –     | –         | –             | –    | –                    | –              |
| 1985-86   | 3     | 2.ª División   | 2.º  | Ascenso                          | –     | –         | –             | –    | –                    | –              |
| 1986-87   | 2     | 1.ª División B | 18.º | –                                | 16-18 | –         | –             | –    | –                    | –              |
| 1987-88   | 2     | 1.ª División B | 20.º | PO permanencia (18.º)            | 14-26 | 3-1       | –             | –    | –                    | –              |
| 1988-89   | 2     | 1.ª División B | 4.º  | Semifinal (1.º)/ Ascenso         | 19-11 | 5-3       | –             | –    | –                    | –              |
| 1989-90   | 1     | Liga ACB       | 23.º | PO permanencia (21.º)            | 12-24 | 4-4       | Copa del Rey  | PR   | –                    | –              |
| 1990-91   | 1     | Liga ACB       | 8.º  | Octavos final/ PO clasif. (11.º) | 15-19 | 0-2 (3-1) | Copa del Rey  | PR   | –                    | –              |
| 1991-92   | 1     | Liga ACB       | 11.º | PO permanencia (21.º)            | 10-24 | 3-3       | Copa del Rey  | PR   | –                    | –              |
| 1992-93   | 1     | Liga ACB       | 11.º | Cuartos final (8.º)              | 15-16 | 2-2       | Copa del Rey  | SR   | –                    | –              |
| 1993-94   | 1     | Liga ACB       | 13.º | Cuartos final (8.º)              | 12-16 | 3-3       | Copa del Rey  | CF   | –                    | –              |
| 1994-95   | 1     | Liga ACB       | 15.º | –                                | 17-21 | –         | Copa del Rey  | OF   | –                    | –              |
| 1995-96   | 1     | Liga ACB       | 17.º | PO permanencia (17.º)            | 13-25 | 3-1       | –             | –    | –                    | –              |
| 1996-97   | 1     | Liga ACB       | 16.º | PO permanencia (16.º)            | 10-24 | 3-1       | –             | –    | –                    | –              |
| 1997-98   | 1     | Liga ACB       | 18.º | PO permanencia (18.º)/ Descenso  | 8-26  | 1-3       | –             | –    | –                    | –              |
| 1998-99   | 2     | LEB            | 6.º  | Cuartos final (7.º)              | 14-12 | 4-5       | Copa Príncipe | CF   | –                    | –              |
| 1999-00   | 2     | LEB            | 2.º  | Final (2.º)/ Ascenso             | 20-10 | 6-3       | Copa Príncipe | C    | –                    | –              |
| 2000-01   | 1     | Liga ACB       | 18.º | Descenso                         | 9-25  | –         | –             | –    | –                    | –              |
| 2001-02   | 2     | LEB            | 2.º  | Semifinal (3.º)                  | 25-5  | 3-5       | Copa Príncipe | SF   | –                    | –              |
| 2002-03   | 2     | LEB            | 9.º  | –                                | 14-16 | –         | –             | –    | 3 FIBA Champions Cup | FG             |
| 2003-04   | 2     | LEB            | 17.º | PO permanencia (16.º)            | 14-20 | 3-2       | –             | –    | –                    | –              |
| 2004-05   | 2     | LEB            | 17.º | PO permanencia (17.º)/ Descenso  | 11-23 | 1-3       | –             | –    | –                    | –              |
| 2005-06   | 3     | LEB 2          | 4.º  | Semifinal (4.º)                  | 19-11 | 3-5       | –             | –    | –                    | –              |
| 2006-07   | 3     | LEB 2          | 3.º  | Semifinal (3.º)                  | 22-12 | 3-4       | Copa LEB 2    | C    | –                    | –              |
| 2007-08   | 3     | LEB Plata      | 14.º | –                                | 12-22 | –         | –             | –    | –                    | –              |
| 2008-09   | 3     | LEB Plata      | 10.º | Ascenso                          | 15-15 | –         | –             | –    | –                    | –              |
| 2009-10   | 2     | LEB Oro        | 15.º | –                                | 13-21 | –         | –             | –    | –                    | –              |
| 2010-11   | 2     | LEB Oro        | 18.º | Descenso                         | 9-25  | –         | –             | –    | –                    | –              |
| 2011-12   | 3     | LEB Plata      | 2.º  | Final (2.º)/ Ascenso             | 17-7  | 8-4       | –             | –    | –                    | –              |
| 2012-13   | 2     | LEB Oro        | 13.º | PO permanencia (13.º)            | 9-17  | 2-3       | –             | –    | –                    | –              |
| 2013-14   | 2     | LEB Oro        | 12.º | –                                | 8-18  | –         | –             | –    | –                    | –              |
| 2014-15   | 2     | LEB Oro        | 2.º  | Final (2.º)                      | 20-8  | 8-2       | –             | –    | –                    | –              |
| 2015-16   | 2     | LEB Oro        | 8.º  | Cuartos final (8.º)              | 15-15 | 2-3       | –             | –    | –                    | –              |
| 2016-17   | 2     | LEB Oro        | 9.º  | Cuartos final (9.º)              | 18-16 | 1-3       | –             | –    | –                    | –              |
| 2017-18   | 2     | LEB Oro        | 14.º | –                                | 13-21 | –         | –             | –    | –                    | –              |
| 2018-19   | 2     | LEB Oro        | 7.º  | Semifinal (5.º)                  | 20-14 | 3-1       | –             | –    | –                    | –              |
| 2019-20   | 2     | LEB Oro        | 10.º | –                                | 10-14 | –         | –             | –    | –                    | –              |
| 2020-21   | 2     | LEB Oro        | 16.º | Descenso                         | 11-15 | –         | –             | –    | –                    | –              |
| 2021-22   | 3     | LEB Plata      | 2.º  | Semifinal (3.º)/ Ascenso         | 18-8  | 5-1       | –             | –    | –                    | –              |
| 2022-23   | 2     | LEB Oro        | 13.º | –                                | 12-22 | –         | –             | –    | –                    | –              |
| 2023-24   | 2     | LEB Oro        | 11.º | –                                | 14-20 | –         | –             | –    | –                    | –              |
| 2024-25   | 2     | Primera FEB    | 11.º | –                                | 14-20 | –         | Copa España   | FG   | –                    | –              |

## Palmarés
- Campeón de la Primera División B en la temporada 88-89, logrando el ascenso a la liga ACB.
- Campeón de la Copa Príncipe de Asturias en el año 2000, se disputó en Granada y el resultado fue: Club Ourense Baloncesto 76-64 Tenerife Atún de Canarias.
- Campeón de la Copa LEB Plata en el año 2007, se disputó en Santiago de Compostela y el resultado fue: Club Ourense Baloncesto 90-89 Ciudad de La Laguna Canarias
- Campeón de la Copa Galicia en 7 ocasiones: 1992, 1994, 1995, 1997, 1999, 2001 y 2006